# Эшикагасыбаши
Эшикагасыбаши (азерб. Eşikağasıbaşı) —  должностное лицо в Сефевидском государстве, заведовавшее дворцовой охраной и контролировавшее доступ в шахский дворец и в частности, в гарем, а также мастер церемоний и протокола для шахского совета и публичных приёмов.

## Должность
Эшикагасыбаши управляли и отвечал за привратников (гапучиян), стражников (кешикчиян), глашатаев (джарчиян), жезлоносцев (эшикагасиев), церемониймейстеров (ясавулов), придворную знать (агаян) и адъютантов (ясаул-е сохбат). Этот дворцовый персонал насчитывал более чем две тысячи человек и также включал в себя охранявший внутренний дворец привратников, а также конную стражу, охранявшую шаха во время поездок. Мастер церемоний зарабатывал от 500 до 600 туманов в 1660 году, и в пять раз больше этого — к концу правления Сефевидов. Вдобавок он получал 10% от стоимости всех подношений шаху, а также особую сумму для дворцового персонала и отвечавших за поездки шаха.